# Vilas: serás lo que debas ser o no serás nada
Vilas: serás lo que debas ser o no serás nada es una película documental de Argentina filmada en colores dirigida por Matías Gueilburt sobre su propio guion escrito en colaboración con Matías Gueilburt y Gianfranco Quattrini que se estrenó el 27 de octubre de 2020. La investigación estuvo a cargo de Eduardo Puppo y tuvo como protagonistas  principales a Guillermo Vilas e importantes periodistas y jugadores de tenis.

## Sinopsis
Documental referido a la trayectoria de Guillermo Vilas, el mejor tenista argentino de la historia, a su gran temporada de 1977 que le valió el reconocimiento de N°1 Mundial por la revista "World Tennis", y a sus prolongados esfuerzos  junto al periodista Eduardo Puppo, con la colaboración de  su esposa y un matemático europeo, para que la Asociación de Tenistas Profesionales le reconociera su posición de número uno en su ranking, a años de presentar un detallado informe sobre el período 1973-1978 del ranking ATP que lo ubica por siete semanas en el primer lugar entre fines de 1975 y principios de 1976. Dicho estudio nunca fue refutado por la ATP, no obstante no reconoció el N° 1 de Vilas por no querer "reescribir la historia", según palabras de su presidente Chris Kermode.

## Producción
La película contiene entrevistas a los más grandes tenistas, refiere anécdotas y ambiente de la década de 1970, material de archivo con declaraciones tempranas de Vilas, recuerdos emocionantes con su padre y filmaciones con puntos destacados de sus partidos.

## Participantes
Fueron entrevistados en el filme:
- Guillermo Vilas
- Eduardo Puppo ...periodista
- Rafael Nadal
- Roger Federer
- Mats Wilander
- Boris Becker
- Rod Laver
- Björn Borg
- Gabriela Sabatini
- Ion Tiriac
- Richard Evans ...periodista
- Christopher Clarey ...periodista
- Peter Bodo  ...periodista
- Marian Ciulpan ...matemático

## Comentario
Javier Porta Fouz en La Nación opinó:

”Ese formato de dos temas en uno… no debilita la propuesta sino que la potencia…. Las palabras de Vilas, sobre todo las recuperadas -en casetes y en anotadores- de sus momentos de actividad como jugador, reconstruyen y amplían la figura ya conocida: el tenista reflexivo, fascinado ante algunos encuentros artísticos y filosóficos; el tenista incansable, perfeccionista, orgulloso y consciente de sus virtudes y obsesionado con remediar sus defectos. Por su parte, la obsesión de Puppo por conseguir una respuesta satisfactoria de la ATP actúa como el vector de la narrativa en progreso. Pero esa lucha estadística, periodística, histórica y hasta legal puede muy bien estar oficiando de McGuffin hitchcockiano -es decir, de distractor en la superficie para construir un entramado en profundidad- para revelarnos otra historia: la de una amistad entrañable entre un caballero del deporte y un caballero del periodismo.